# Andrzej Skowroński (żołnierz)
Andrzej Skowroński (ur. 24 listopada 1923 w Tarnobrzegu, zm. 2 stycznia 1993 w Łodzi) – podporucznik czasu wojny Armii Krajowej, kawaler Krzyża Srebrnego Orderu Wojennego Virtuti Militari.

## Życiorys
Syn Władysława (urzędnika miejskiego) i Zofii z domu Golińskiej. Ukończył szkołę powszechną i trzy klasy w gimnazjum im. hetmana Jana Tarnowskiego w Tarnobrzegu. Dalszą jego edukację przerwał wybuch II wojny światowej. Od końca 1940 kolportował na terenie powiatu iłżeckiego tajną gazetę „Odwet”. W 1941 został członkiem oddziału partyzanckiego „Jędrusie”, utworzonego przez Władysława Jasińskiego.
W Warszawie ukończył kurs motocyklowo-samochodowy (marzec-kwiecień 1942). Uczestniczył w akcjach dywersyjnych i zaopatrzeniowych oddziału, w likwidacji szpiclów oraz w rozbiciu więzień w Opatowie (12 marca 1943) i Mielcu (29 marca 1943). Podczas ostatniej z tych akcji pełnił funkcję dowódcy ubezpieczeń, a za wykazane w niej bohaterstwo odznaczony został Orderem Virtuti Militari 5 klasy. W maju i czerwcu 1943 uczestniczył w zajęciach partyzanckiej szkoły i zdał tzw. małą maturę. W marcu 1944 ukończył kurs podchorążych dla młodszych dowódców i został awansowany do stopnia plutonowego podchorążego. W czasie akcji „Burza” wraz z oddziałem „Jędrusiów” wszedł w skład 2 pułku piechoty Legionów AK i objął stanowisko dowódcy plutonu. Uczestniczył we wszystkich akcjach pułku, a za wykazaną odwagę awansowano go do rangi podporucznika czasu wojny.
Jesienią 1945 rozpoczął studia na Wydziale Prawa Uniwersytetu Łódzkiego. Aresztowany w dniu 25 czerwca 1946 i przewieziony do kieleckiego więzienia Wojewódzkiego Urzędu Bezpieczeństwa Publicznego. Oskarżony o mordowanie Żydów i Rosjan oraz ukrywanie broni, przeszedł dziewięciomiesięczne śledztwo, podczas którego był torturowany. Nie przyznał się do stawianych zarzutów, wobec czego został zwolniony. Ukończył studia prawnicze i pracował jako radca prawny w łódzkich Zakładach Przemysłu Bawełnianego. Żonaty z Haliną de Gaux, z którą miał syna Marka. Zmarł w Łodzi i spoczywa na tamtejszym Starym Cmentarzu.

## Odznaczenia
- Krzyż Srebrny Orderu Wojennego Virtuti Militari Nr 12985